# Zandt (Bawaria)
Zandt – miejscowość i gmina w Niemczech, w kraju związkowym Bawaria, w rejencji Górny Palatynat, w regionie Ratyzbona, w powiecie Cham. Leży w Lesie Bawarskim, około 9 km na południowy wschód od Cham.

## Dzielnice
W skład gminy wchodzą cztery dzielnice: Grub, Harrling, Wolfersdorf, Zandt.

## Demografia
| Rok  | Liczba mieszk. |
| ---- | -------------- |
| 1970 | 1 376          |
| 1987 | 1 578          |
| 2000 | 1 847          |

## Oświata
(na 1999)

W gminie znajduje się 50 miejsc przedszkolnych (45 dzieci).